# Chalara setosa
Chalara setosa är en svampart som beskrevs av Harkn. 1885. Chalara setosa ingår i släktet Chalara, divisionen sporsäcksvampar och riket svampar.   Inga underarter finns listade i Catalogue of Life.